# RECQL4
Le RECQL4 est une hélicase à acide désoxyribonucléique dont le gène est le RECQL4 situé sur le chromosome 8 humain.

## En médecine
La mutation du gène RECQL4 est responsable de plusieurs maladies :
- une mutation du gène donnant une protéine non fonctionnelle serait responsable des deux tiers des patients atteints d'un syndrome de Rothmund-Thomson[6], associant atteinte cutanée et risque de cancers ;
- le syndrome Rapadilano, syndrome polymalformatif, serait causé par d'autres mutations de ce même gène[7] ;
- le syndrome de Baller-Gerold est un syndrome proche[8].